# مارفن ديفيد لافي
مارفن ديفيد لافي (بالإنجليزية: Marvin David Levy)‏ هو ملحن أمريكي، ولد في 2 أغسطس 1932 في باسيك في الولايات المتحدة، وتوفي في 9 فبراير 2015 في فورت لودرديل في الولايات المتحدة بسبب مرض.

## وصلات خارجية
- مارفن ديفيد لافي على موقع ميوزك برينز (الإنجليزية)
- مارفن ديفيد لافي على موقع ديسكوغز (الإنجليزية)